# Mercure (Amélie Nothomb)
Mercure (vertaald als De spiegel van Mercurius) is een in 1998 verschenen Franstalige roman van de Belgische schrijfster Amélie Nothomb. Het is haar zesde roman, en tevens de zesde die werd gepubliceerd door Uitgeverij Albin Michel.

## Verhaal
Het boek speelt zich af in 1923 en gaat over een perverse oude man van 77 jaar, kapitein Omer Loncours, die op het onbewoond eiland Mortes-Frontières (nabij het havenstadje Nœud in Normandië) samenleeft met de veel jongere Hazel Englert. Ze leven er praktisch afgescheiden van de rest van de maatschappij. Een keer per dag komt er een kleine boot vanuit Noeud. Ze brengen post en voedselvoorraad. De mannen die de ouderling bewaken, wachten hen op aan de pier, kijken alles na en fouilleren Jacqueline die maaltijden bereidt voor Omer. Hazel is een meisje van 23 jaar en Omer is reeds vijf jaar haar tutor. Haar ouders stierven bij een bomaanslag zonder dat iemand zag dat Omer de dochter van 18 jaar meenam. Hazel is een heel mooi meisje, maar door haar een lachspiegel voor te houden, doet de oude man haar geloven dat haar gezicht verbrand en verminkt is. In het huis waar ze wonen zijn er geen spiegels, zodat Hazel nooit haar echte gezicht te zien krijgt. Op een dag wordt Hazel ziek en een verpleegster, Françoise Chavaigne, komt haar verzorgen. De kapitein zegt dat ze alleen maar praktische vragen aan het meisje mag stellen. Françoise keert nu elke dag terug naar Mortes Frontières om haar te behandelen. Hazel is opgetogen, want ze is erg eenzaam en nu heeft ze een vriendin die ze elke dag ziet. De twee worden vriendinnen, maar ze weten niet dat de kapitein hun gesprekken afluistert. De verpleegster wil de waarheid vertellen, maar het meisje wil niet ontsnappen om vrijuit te kunnen spreken.